# Cesar Saga
Cesar Saga (嵯峨天皇 Saga-tenno, 10. oktober 768 - 24. avgust 842) je 52. japonski cesar v skladu s tradicionalnim dednim nasledstvom. Vladal je med leti 809 in 823.

## Tradicionalna zgodba
Saga je bil drugi sin cesarja Kanmuja in Fudživara no Otomuro. Njegovo osebno ime je bilo Kamino (神野). Saga je bil "izurjen kaligraf", ki je znal pisati v kitajščini in ki je prvi prirejal cesarska tekmovanja v poeziji (naj'en). Po legendi je bil prvi japonski cesar, ki je pil čaj.
Saga tradicionalno častijo na njegovem grobu, ki ga je cesarska hiša imenovala Saganojamanoe no Misasagi (嵯峨山上陵 "cesarski mavzolej Saganojamanoe) v okrožju Ukjo-ku v Kjotu, kjer je njegov mavzolej.

### Dogodki tekom življenja cesarja Saga
- 806 Saga postane prestolonaslednik pri starost 21 let.
- 17. junij 809[10] (Dajdo, 1. dan 4. meseca 4. leta): V 4. letu vladavine cesar Hejzej abdicira zaradi hujše bolezni; dedovanje (senso) prejme Kanmujev drugi sin Saga, saj je najstarejši postal budistični menih. Kmalu zatem je zasedel prestol (sokuj) kot cesar Saga.[11]

Kmalu po svojem ustoličenju je Saga tudi sam zbolel. V tem ččasu poteka spor med Hejzejem in njegovim bratom o idealni lokaciji prestolnice. Hejzej zagovarja premik nazaj v Naro, brat pa Heian. Hejzej izrabi sinovo bolezen in organizira upor, imenovan incident Kusuko, a ga sile pod tajšogunom Sakanoue no Tamuramarom, zveste novemu cesarju, porazijo in omejijo posledice, ki bi jih prinesel širši spor. Taistiega Tamuramara se spominjajo v Aomoriju, kjer vsako leto prirejajo festival nebuta ali neputa-macuri, kjer lahko vidimo vrsto velikanskih, posebej zgrajenih osvetljenih papirnatih splavov. Te ogromne lampijonom podobne strukture so barvito poslikane z mitološkimi prizori. Skupine moških jih prenašajo po ulicah ob vzpodbudi množice. Vojaškega vodja se spominjajo na takšen način, ker naj bi naročil izgradnjo podobnih velikanskih lampijonov in jih dal postaviti na vrhe hribov. Ko so radovedni pripadniki ljudstva Emiši prišli raziskovat te luči, naj bi jih Tamuramarovi možje zajeli in podjarmili .
- 24. avgust 842 (Džova, 15. dan 7. meseca 9. leta): Saga je umrl v starosti 57 let.[14]

### Obdobjanengotekom vladavine cesarja Saga
Leta vladavine cesarja Saga sovpadajo z več kot enim imenom ere (nengo).
- Dajdo (806-810)
- Konin (810-824)

## Zapuščina
Na starodavnem Japonskem so živeli štirje plemeniti klani Genpejtokicu (源平藤橘). Eden od teh klanov, Minamoto ali Gendži (源氏), in izmed njih klan Saga Gendži (嵯峨源氏), so potomci 52. cesarja Saga. Sagov sin Minamoto no Toru naj bi bil navdih za protagonista romana Princ in dvorne gospe.
V 9. stoletju je cesar Saga z odlokom prepovedal uživanje mesa, razen rib in ptic. Takšne so ostale prehranske navade na Japonskem do uvedbe evropskih prehranjevalnih navad v 19. stoletju. Leta 818 je dal ukiniti smrtno kazen.
Cesar Saga igral pomembno vlogo kot zagovornik budističnega meniha Kukaja. Cesar mu je pomagal vzpostaviti šolo budizma Šingon z dodelitvijo templja To-dži v prestolnici Heian-kjo (današnji Kjoto).

## Kugjo
Kugjo (公卿) je skupni izraz za peščico najbolj močnih moških, delujočih na dvoru japonskega cesarja v času pred obdobjem Meidži.
Večino časa so to elitno skupino sestavljali samo trije ali štirje možje naenkrat. Njihovo družinsko ozadje in izkušnje so jih pripeljale do vrha družbe. V času vladavine cesarja Saga so vrh organa Dajdžo-kan sestavljaliː
- Sadajdžin
- Udajdžin, Fudživara no Učimaro (藤原内麿), 806-812.; Fudživara no Sonohito (藤原園人), 812-818; Fudživara no Fujucugu (藤原冬嗣), 821-825; Tačibana no Udžikimi.[17]
- Najdajdžin
- Dajnagon

## Družice in otroci
Saga je imel 49 otrok z vsaj 30 ženskami. Mnogi so dobili priimek Minamoto, s čimer so bili izvzeti iz cesarskega nasledstva.
Cesarica: Tačibana no Kačiko (橘嘉智子) (786-850), znana tudi kot cesarica Danrin (檀林皇后 Danrin-kogo), hči Tačibana no Kijotoma (橘清友).
- Cesarski princ Masara (正良親王) (810-850), cesar Ninmjo
- Cesarska princesa Masako (正子内親王) (810-879), poročena s cesarjem Džunno
- Cesarska princesa Hideko (秀子内親王) (d. 850)
- Cesarski princ Hidera (秀良親王) (817-895)
- Cesarska princesa Tošiko (俊子内親王) (d. 826)
- Cesarska princesa Jošiko (芳子内親王) (d. 839)
- Cesarska princesa Šigeko (繁子内親王) (d. 851)

Hi (odstavljena): Princesa Takacu (高津内親王) (d. 841), hči cesarja Kanmuja
- Cesarski princ Narijoši (業良親王) (d. 868)
- Cesarska princesa Nariko (業子内親王) (d. 815)

Hi: Tadžihi no Takako (多治比高子) (787-825), hči Tadžihi no Udžimorija (多治比氏守)
Bunin: Fudživara no Onacu (藤原緒夏) (d. 855), hči Fudživara no Učimara (藤原内麻呂)
Njogo: Ohara no Kijoko (大原浄子) (d. 841), hči Ohara no Jakacuga (大原家継)
- Cesarski princesa Ninši (仁子内親王) (d. 889), 15. sajo v svetišču Ise 809-823

Njogo: princesa Katano (交野女王), hči princa Jamagučija (山口王)
- Cesarski princesa Učiko (有智子内親王) (807-847), 1. saj'in v svetišču Kamo 810-831

Njogo: Kudara no Kimjo (百済貴命) (d. 851), hči Kudara no Šunteca (百済俊哲)
- Cesarski princ Motora (基良親王) (d. 831)
- Cesarski princ Tadara (忠良親王) (819-876)
- Cesarska princesa Motoko (基子内親王) (d. 831)

Kouj: Iidaka no Jakatodži (飯高宅刀自)
- Minamoto no Tokiva (源常) (812-854)
- Minamoto no Akira (源明) (814-852/853)

Kouj: Akišino no Koko (秋篠高子/康子), hči Akišino no Jasuhita (秋篠安人)
- Minamoto no Kijoši (源清)

Kouj: Jamada no Čikako (山田近子)
- Minamoto no Hiraku(?)  (源啓) (829-869)
- Minamoto no Micuhime (源密姫)

Dvorna gospa (Najši-no-kami): Kudara no Kjomjo (百済慶命) (d. 849), hči Kudara no Kjošuna (百済教俊)
- Minamoto no Jošihime (源善姫）(r. 814)
- Minamoto no Sadamu (源定) (815-863)
- Minamoto no Vakahime (源若姫)
- Minamoto no Šizumu(?)  (源鎮) (824-881)

Dvorna gospa: Takašina no Kavako (高階河子), hči Takašina no Kijošina (高階浄階)
- Cesarski princesa Soši (宗子内親王) (umrla 854)

Dvorna gospa: Fun'ja no Fumiko (文屋文子), hči Fun'ja no Kugamara (文屋久賀麻呂)
- Cesarska princesa Džunši (純子内親王) (umrla 863)
- Cesarska princesa Sejši (斉子内親王) (umrla 853), poročena s princem Fudži'ijem (sin cesarja Kanmuja)
- Princ Acuši (淳王)

Dvorna gospa: hči Hiroj no Otona (広井弟名の娘)
- Minamoto no Makoto (源信) (810-869)

Dvorna gospa: Fuse no Musašiko (布勢武蔵子)
- Minamoto no Sadahime (源貞姫) (810-880)
- Minamoto no Hašihime (源端姫)

Dvorna gospa: hči klana Kamicukeno(上毛野氏の娘)
- Minamoto no Hiromu (源弘) (812-863)

Dvorna gospa (Njodžu): hči Tajma no Osadamara (当麻治田麻呂の娘)
- Minamoto no Kijohime (源潔姫) (810-856), poročena s Fudživara no Jošifusa (藤原良房)
- Minamoto no Matahime (源全姫) (812-882), Najši-no-Kami (尚侍)

Dvorna gospa: hči Abe no Janacu (安部楊津の娘)
- Minamoto no Jutaka(?)  (源寛) (813-876)

Dvorna gospa: Kasa no Cugiko (笠継子), hči Kasa no NakamoriJA (笠仲守)
- Minamoto no Ikeru (源生) (821-872)

Dvorna gospa: hči klana Tanaka (田中氏の娘)
- Minamoto no Sumu(?)  (源澄)

Dvorna gospa: hči klana Avata (粟田氏の娘)
- Minamoto no Jasuši (源安) (822-853)

Dvorna gospa: Ohara no Matako (大原全子), hči Ohara no Mamura (大原真室)
- Minamoto no Toru (源融) (822-895), Sadajdžin
- Minamoto no Cutomu (源勤) (824-881)
- Minamoto no Micuhime (源盈姫)

Dvorna gospa: hči Korejoši no Sadamičija (惟良貞道の娘)
- Minamoto no Masaru (源勝)

Dvorna gospa: hči Nagaoka no Okanarija (長岡岡成の娘)
- Minamoto no Sakaši(?)  (源賢)

Dvorna gospa: hči klana Ki (紀氏の娘)
- Minamoto no Sarahime (源更姫)

Dvorna gospa: Kura no Kageko (内蔵影子)
- Minamoto no Kamihime (源神姫)
- Minamoto no Katahime(?)  (源容姫)
- Minamoto no Agahime (源吾姫)

Dvorna gospa: Kannabi no Iseko (甘南備伊勢子)
- Minamoto no Koehime (源声姫)

Dvorna gospa: Tačibana no Haruko (橘春子)
Dvorna gospa: Onakatomi no Mineko (大中臣峯子)
(od neznanih žensk)
- Minamoto no Cugu (?)  (源継)
- Minamoto no Jošihime (源良姫)
- Minamoto no Tošihime (源年姫)